# Stjerneskudsønsker
Stjerneskudsønsker er almindelig anerkendt overtro i flere folkeslag, at man får et ønske opfyldt, når man ser et stjerneskud.
Oprindendelsen til denne overtro er ukendt, men formodes at gå flere hundrede, måske tusinder år tilbage i tiden.
At netop stjerneskud skulle give anledning til at få et ønske opfyldt, hænger givetvis sammen med at der – som for mange andre typer af overtro – er tale om en relativ sjælden begivenhed omend den samtidig er almindeligt forekommende. Dermed opstår muligheden for at folk i almindelighed kan genkende begivenheden, men begivenheden indtræffer sjældent nok til, at den opleves som noget specielt.
Overtroen om at få opfyldt et ønske når man ser et stjerneskud, følges endvidere af en række "regler", der skal overholdes for at ønsket kan gå i opfyldelse.
De mest almindelige forekommende regler er således, at ønsket skal ske når man ser stjerneskuddet, samtidig må man ikke fortælle sit ønske til nogen, da ønsket dermed ikke går i opfyldelse. Da overtroen knytter sig til den sjældne oplevelse at se selve stjerneskuddet, indebærer det også, at man kun kan få ønsker opfyldt for en selv, dvs. for personen som ser stjerneskuddet. Dermed følger det, at det ikke er muligt, at medtage ønsker som andre har bestilt, da ønsket skal komme fra hjertet af personen som ser stjerneskuddet. 
Baggrunden for disse regler har typisk afsæt i ønsket om at mystificere hændelsen yderligere, herunder at man med god grund ikke kan tvinges til at fortælle om sit ønske, for så går det netop ikke i opfyldelse. Dermed sikres det personlige element i ønsket yderligere, hvilket for mange mennesker giver en form for tryghed, som også opleves i religion i almindelighed.